# ادریسیه
ادریسیه (به عربی: الإدریسیة) یک شهرداری در الجزایر است که در استان جلفه واقع شده‌است. ادریسیه ۲۱٬۲۷۹ نفر جمعیت دارد.